# Schrammsteine
Schrammsteine jsou podlouhlá, vysoce rozpukaná skalní skupina v Děčínské vrchovině, která se nachází východně od města Bad Schandau v Saském Švýcarsku. Na severu jsou ohraničeny Křinickým údolím a stolovou horou Hohe Liebe, na jihu údolím Labe a na východě skalním útvarem Affensteine. Vrcholy skalního řetězce mají nadmořskou výšku nad 400 m a nejvyšší vrchol (Schrammsteinaussicht – 417 m) je zpřístupněn ocelovými schody. Nachází se na území Národního parku Saské Švýcarsko.
Na Vordere Torsteinu byl ve středověku hrad vybudován skalní hrad Schramensteyn. Hrad sloužil pro panství Wildenstein jako pozorovatelna do údolí Labe. Spolu s panstvím v roce 1451 přešel skalní hrad do majetku saských kurfiřtů. V roce 1456 byl skalní hrad v rozvalinách. Roku 1993 objevili horolezci na Vorderer Torsteinu pozůstatky hradu v podobě zbytků krbu, uhlíků, šipky a keramických střepů.
Samostatně stojící skalní věže Falkenstein s výškou 381,2 m nad mořem a Hohe Torstein s výškou 425 m nad mořem jsou nejznámějšími vrcholky celého řetězce Schrammsteine.
Schrammsteine jsou velmi populární turistickou destinací; zejména Schrammsteineaussicht a Gratweg se těší velké oblibě. Turisté a horolezci zde najdou skalní masiv, který se vyznačuje řadou různě náročných turistických stezek a horolezeckých výstupů.

## Rotkehlchenstiege
Rotkehlchenstiege vedoucí na jihovýchodní okraj Schrammsteine, začínají na severním konci Falkoniergrundes u vsi Schmilka a vedou k Schrammsteinweg. Schodiště se svými 286 schody překonává výškový rozdíl asi 150 metrů.

## Galerie

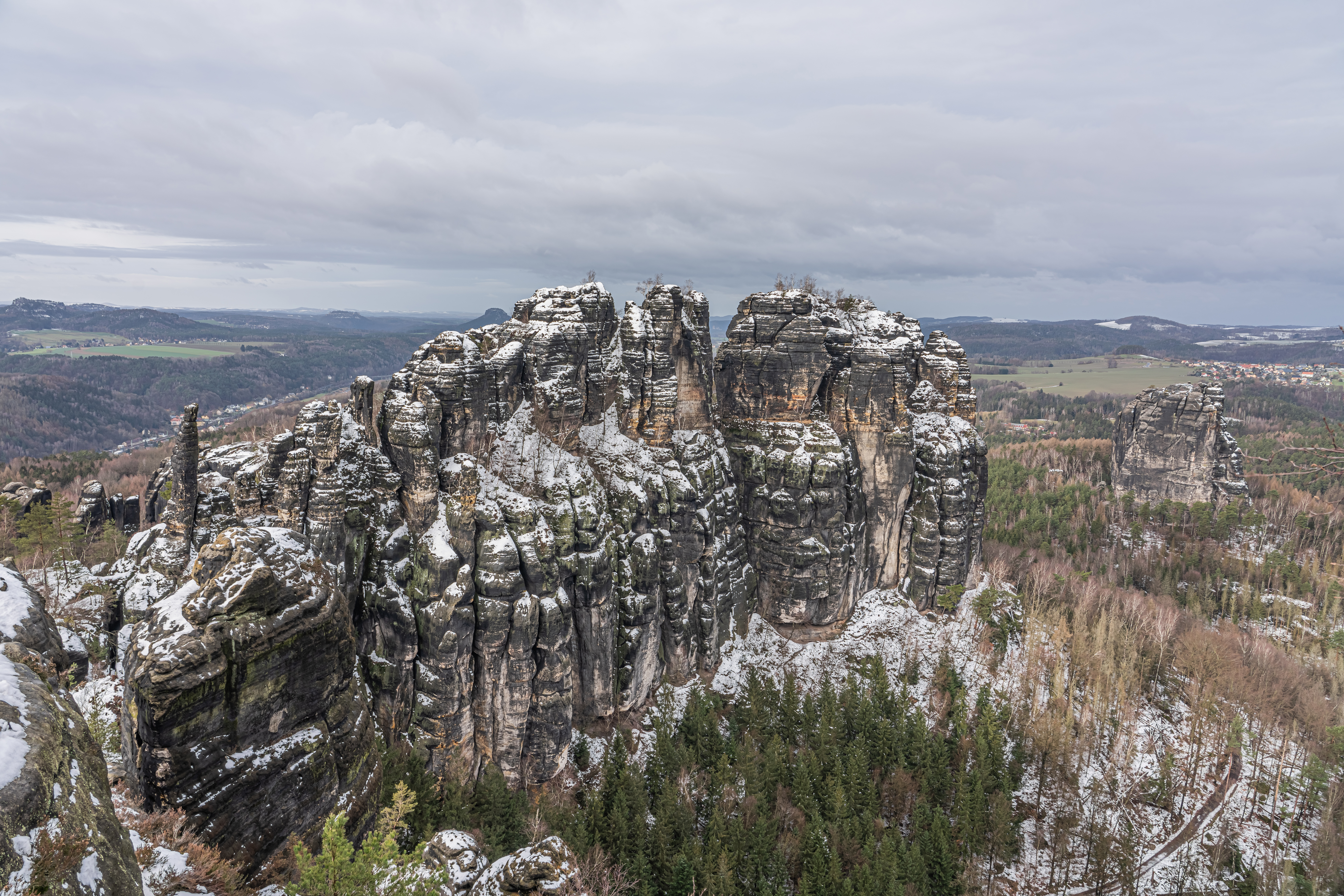
Hohe a Mittlere Torstein v řetězci Schrammsteine, v pozadí Falkenstein u Bad Schandau
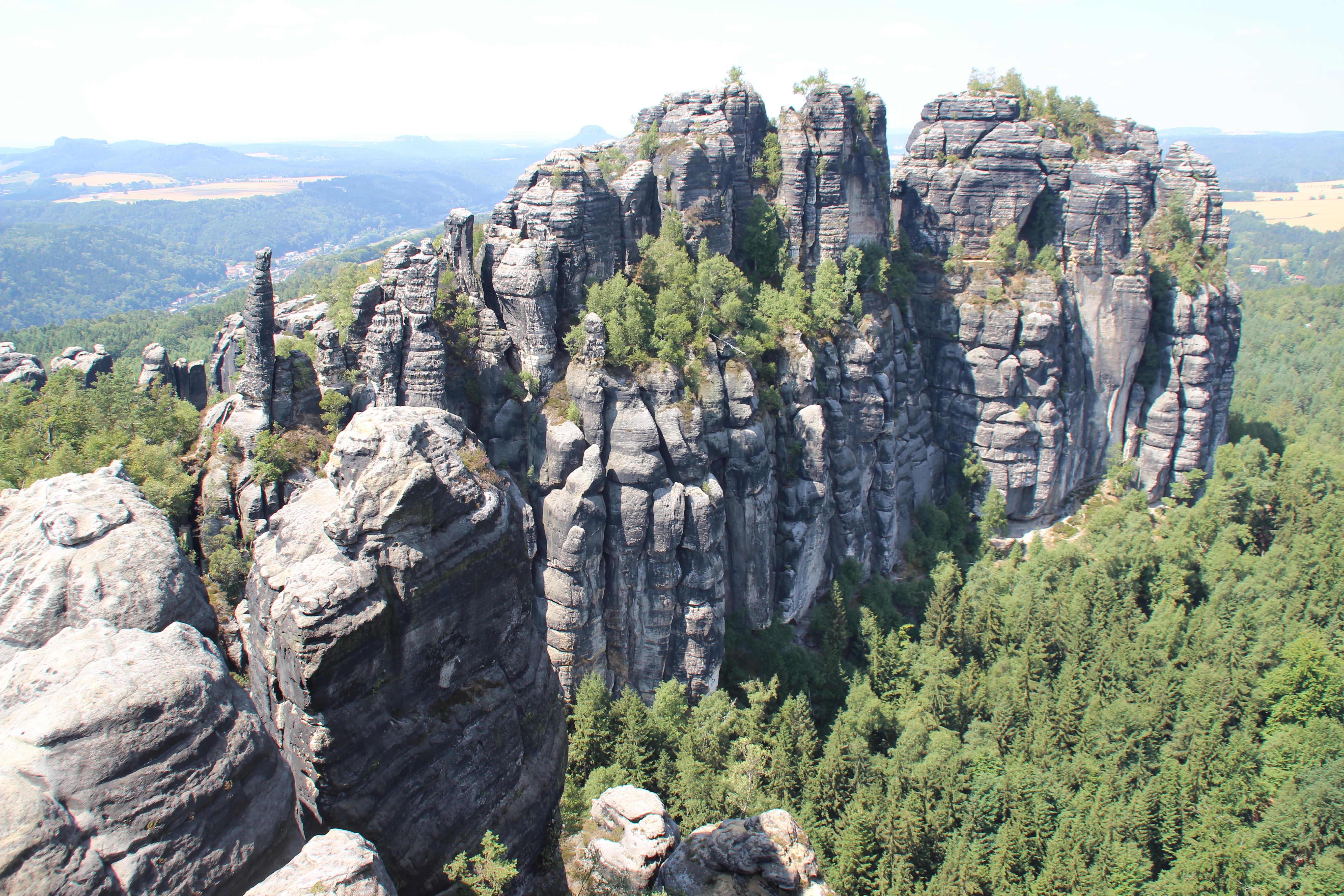
pohled z vyhlídky Schrammsteine
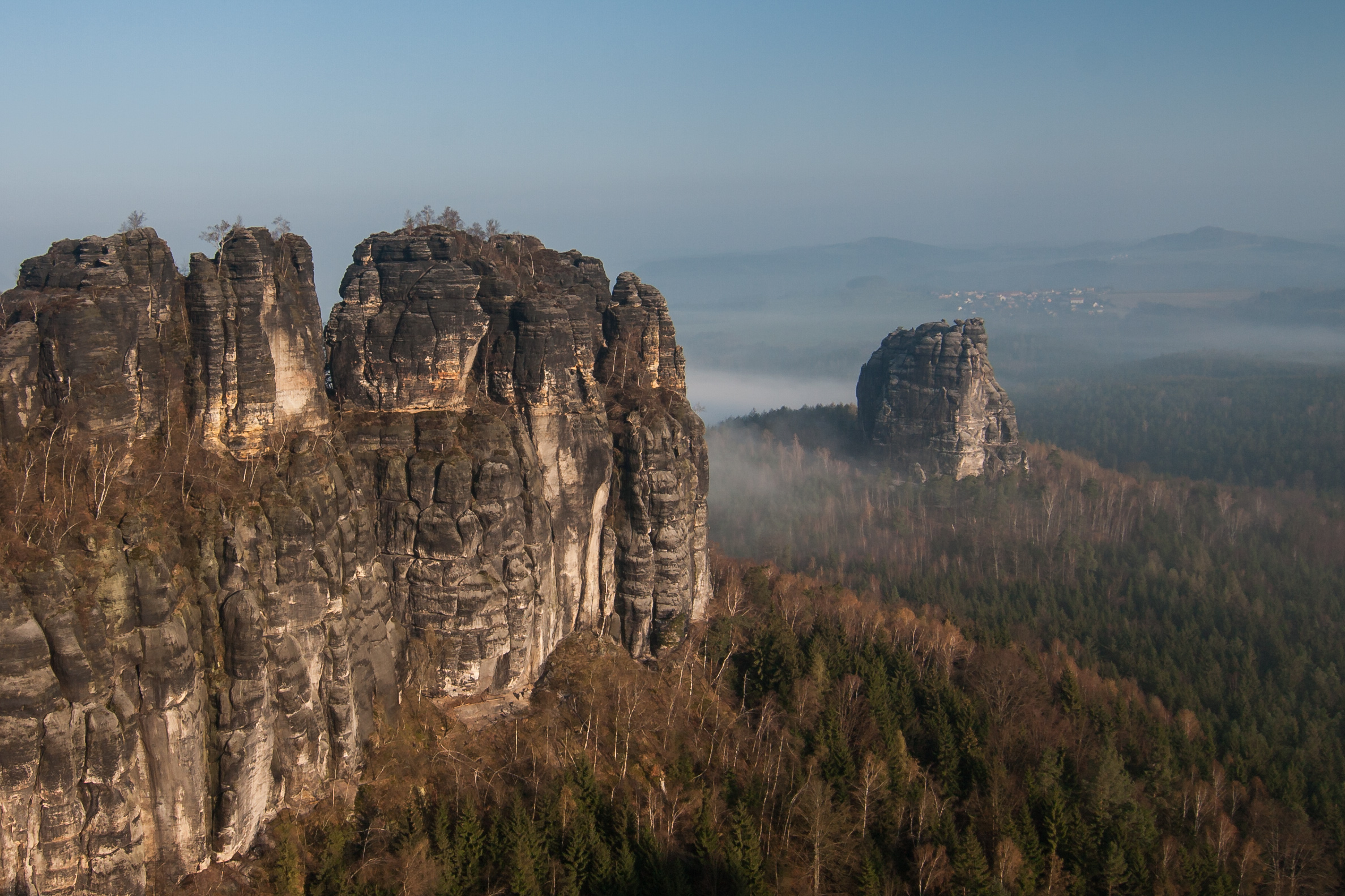
Schrmmsteine a Falkenstein v pozadí
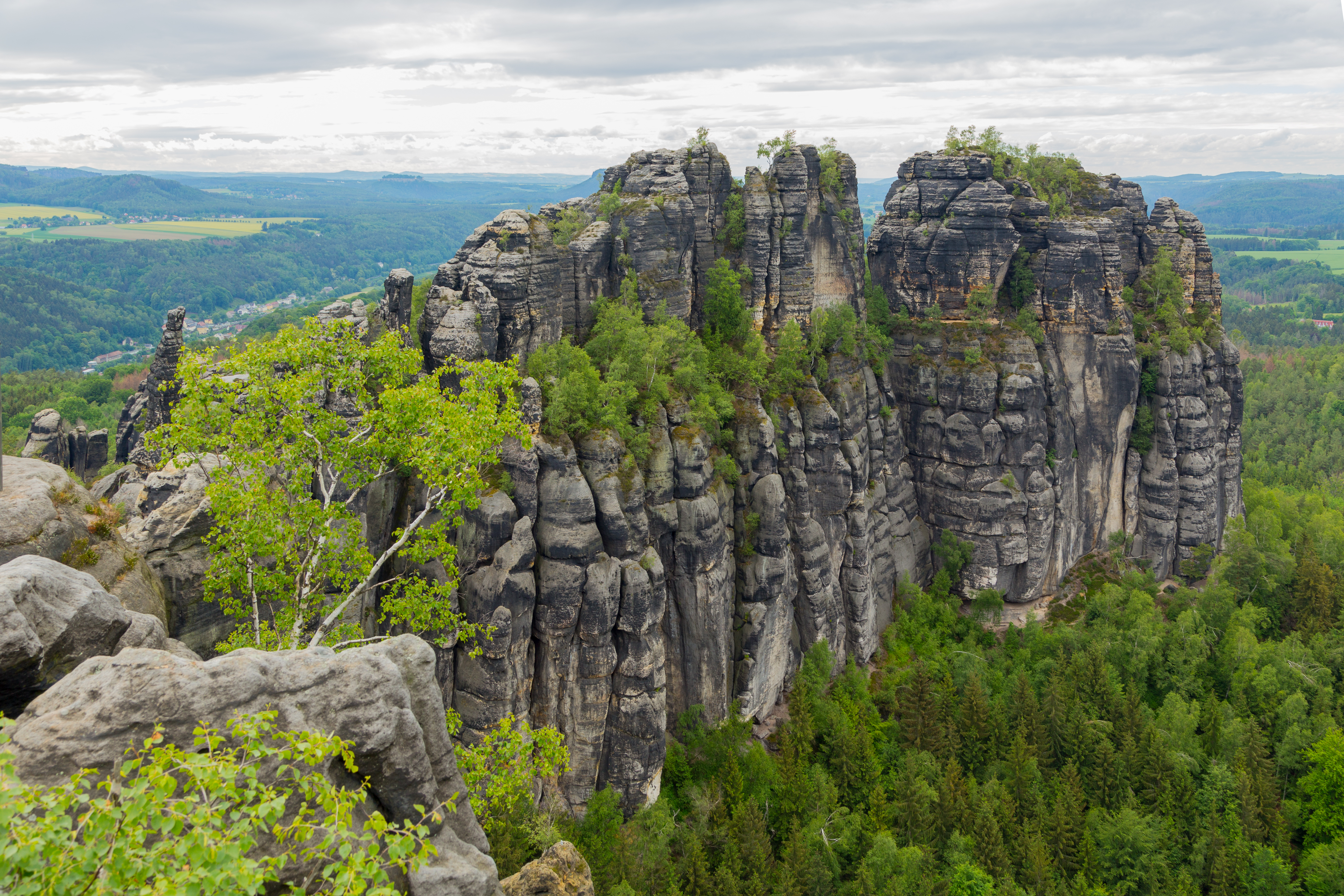
pohled z vyhlídky